# الموجر (السبرة)

تعديل مصدري - تعديل

الموجر هي إحدى قرى عزلة بلادالشعيبي العليا بمديرية السبرة التابعة لمحافظة إب، بلغ تعداد سكانها 50 نسمة حسب تعداد اليمن لعام 2004.